# ایتالیوتس

ترکیب قومی ایتالیا (همان‌طور که با مرزهای امروزی مشخص می‌شود) در ۴۰۰ ق.م.

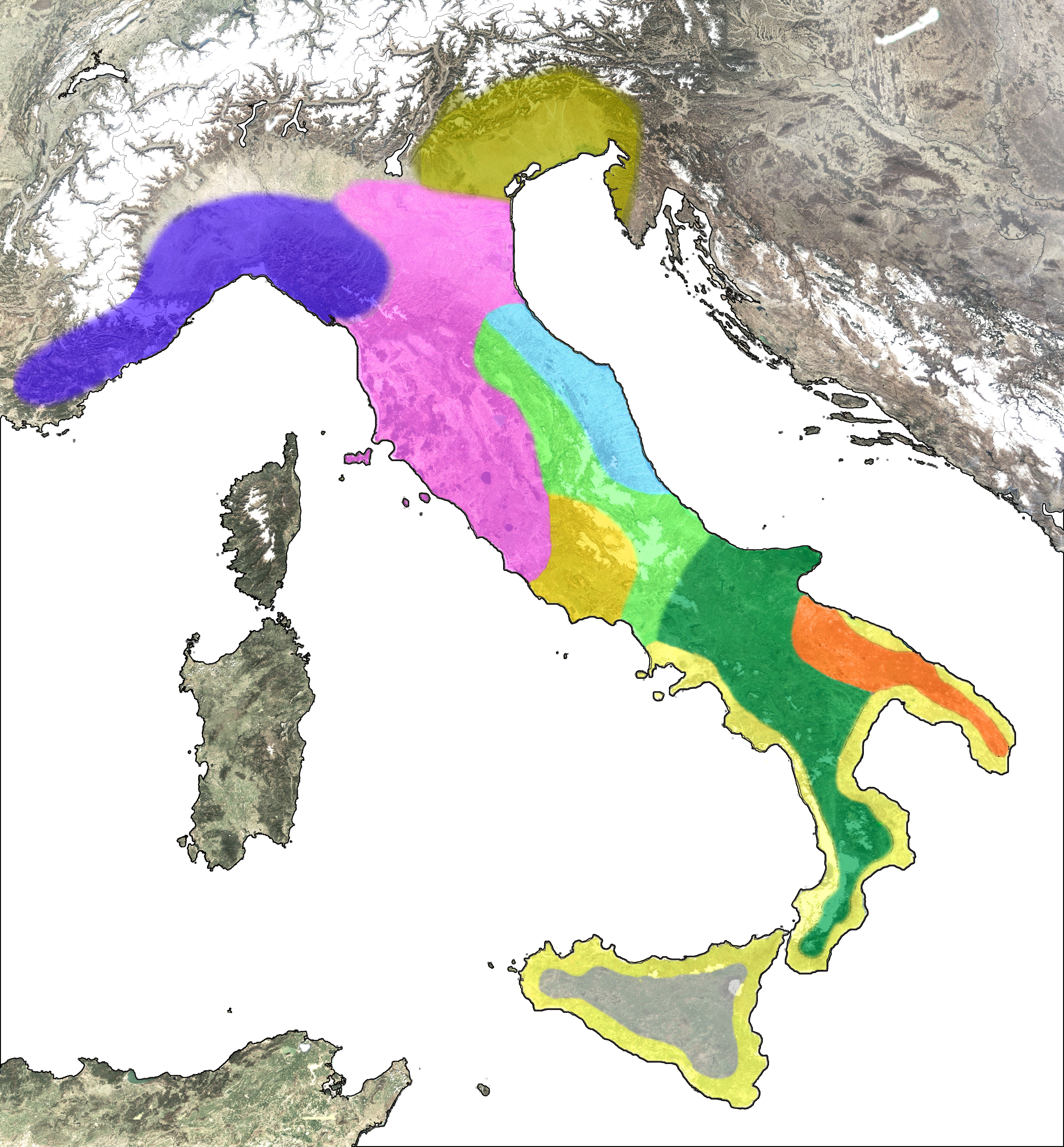
گروه‌های قومی در شبه‌جزیره ایتالیا

ایتالیوتس (زبان یونانی: Ἰταλιῶται, Italiōtai) ساکنان یونانی زبان پیش از روم در شبه جزیره ایتالیا بین ناپل و کالابریا بودند.
استعمار یونان در نواحی ساحلی جنوب ایتالیا و سیسیل در سدهٔ هشتم پیش از میلاد آغاز شد و در زمان عروج رومیان، این منطقه به قدری یونانی شد که رومیان آن را مگنا گراسیا، یعنی «یونان بزرگ» نامیدند.
الفبای لاتین مشتق‌شده از الفبای یونانی غربی است که توسط این مهاجران استفاده می‌شد و ابتدا توسط اتروسک‌ها و سپس توسط رومی‌ها انتخاب و پذیرفته شد و اصلاح شد.